# 哈特福德 (阿肯色州)
哈特福德（英語：Hartford）是一個位於美國阿肯色州錫巴斯琴縣的城市。

## 地理
哈特福德的座標為35°01′24″N 94°22′42″W / 35.02333°N 94.37833°W，而該地的平均海拔高度為199米（即653英尺）。

## 人口
根據2020年美國人口普查的數據，哈特福德的面積為4.90平方千米，當中陸地面積為4.88平方千米，而水域面積為0.02平方千米。當地共有人口499人，而人口密度為每平方千米101人。